# 206P/Barnard-Boattini
O 206P/Barnard–Boattini foi o primeiro cometa a ser descoberto por meios fotográficos.

## História
Esse cometa foi descoberto no dia 13 de outubro de 1892 pelo astrônomo estadunidense Edward Emerson Barnard usando meios fotográficos.
Após esta aparição esse cometa foi perdido e foi então designado de D/1892 T1.
Ľuboš Neslušan do (Instituto Astronômico da Academia Eslovaca de Ciências) sugere que o 14P/Wolf e este cometa são irmãos que se originou de um cometa pai comum.
Este cometa foi redescoberto no dia 7 de outubro de 2008 por Andrea Boattini através do Mt. Lemmon Survey. Sua descoberta foi inicialmente creditado a Boattini antes de ter sido identificado como Cometa Barnard 3. O cometa fez 20 voltas desde 1892 e passou para dentro de 0,3-0,4 UA de Júpiter nos anos de 1922, 1934 e 2005.